# La Plus Longue Nuit du diable
La Plus Longue Nuit du diable (en italià La terrificante notte del demonio) és una pel·lícula de terror sobrenatural italo-belga de 1971 dirigida per Jean Brismée i protagonitzada per Erika Blanc, Jean Servais, Daniel Emilfork i Lucien Raimbourg. La seva trama segueix un grup de turistes que passen la nit en un castell històric propietat d'una família plagada de malediccións i satanisme.

## Trama
El baró von Rhoneberg, un antic general alemany de la Segona Guerra Mundial, va sacrificar la seva filla quan va acabar la guerra. Ho va fer perquè la seva família es trobava sota una terrible maledicció; la femella primogènita de cada generació s'havia de convertir en una súccube. Molts anys després, explica la història a un periodista que vol escriure un article al respecte i fer fotos del seu castell. Tanmateix, el baró s'oposa a qualsevol fotografia que es faci. Malgrat les seves protestes, la jove puja a visitar el castell i es fa fotos, però mor quan de sobte arriba una tempesta seca mentre ella està molt a prop. El seu cos és portat de tornada a la ciutat, on es descobreix que té una cremada en forma de peülla fesada al braç, que es confirma com la Marca del Diable.
Temps després, un grup de turistes es perd durant un viatge en autobús. Es troben amb Satanàs disfressat d'un home d'aspecte estrany que els recomana agafar el ferri, però arriben massa tard per agafar l'últim ferri del dia. Després es dirigeixen a un antic castell que ofereix allotjament i menjar. Quan arriben, una de les portes s'obre sola i un tros de la façana es trenca, gairebé matant un dels turistes. Hans, el majordom, els saluda i els ensenya a les seves habitacions, donant-los una breu de la història de tres de les habitacions, una de les quals porta la mateixa marca de peülla feta a les rajoles del terra davant de la llar de foc. Després que els convidats s'han allotjat a les seves habitacions, Hans baixa al soterrani del laboratori i informa al baró que està practicant l'alquímia. Durant el sopar, el baró explica la història de la seva família als seus convidats. El seu avantpassat va fer un pacte i va vendre la seva ànima al Diable a canvi dels seus serveis. Satanàs va exigir que la filla gran de cada generació es convertís en una súcube. Quan li van preguntar si mai va tenir una filla, fa que no amb el cap.
Una jove anomenada Lisa Müller també ve a allotjar-se al castell i procedeix a seduir cada turista segons les seves pròpies debilitats personals, després els mata fent servir el seu propi pecat contra ells. Cada turista és un representant d'un dels Set pecats capitals. Matt Ducard representa la golafreria i mor ofegat mentre s'afarta de menjar i vi. Nancy mor representant l'avarícia ofegant-se en un tresor amagat d'or en pols. Howard, que representa l'enveja, és assassinat quan és guillotinat, i Corrine, que encarna la luxúria, és assassinada quan queda atrapada dins d'una donzella de ferro mentre estan enmig d'una cita adúltera. El senyor Mason, de mal geni, representa la ira i mor quan és llançat per una finestra i és empalat en una tanca de ferro a sota. Regine mor com la peresa quan una serp la mata mentre dorm. Només el seminarista, Alvin Sorelle com a l'orgull, sembla immune als encants seductors de la Lisa. Quan sis dels set turistes moren, Satanàs se li apareix a l'Alvin. Alvin ofereix la seva ànima si Satanàs torna a la vida els turistes morts, cosa que Satanàs accepta. L'endemà al matí, l'Alvin es desperta i descobreix que els turistes morts han tornat a la vida, com si els esdeveniments de la nit anterior no haguessin passat mai i estan esmorzant abans de començar el seu viatge. Fins i tot el mateix Alvin ho recorda com només un somni.
El baró és ferit aquell matí en un accident d'esgrima amb Hans, i l'Alvin espera amb ell una ambulància. El baró li confessa a Alvin que va mentir; sí que va tenir una filla i la va matar al bressol. Després d'una conversa amb la Martha, la mestressa, l'Alvin s'assabenta que el nen que el baró va apunyalar no era el súcub. La Lisa és la filla de la Martha d'una aventura amb el germà del baró, Rudolph von Rhoneberg, i la Lisa és la filla gran. Alvin rebutja les afirmacions de la Martha que la Lisa és posteriorment una súcube. L'Alvin tria quedar-se al castell amb la Lisa mentre els altres turistes continuen. Mentre l'Alvin i la Lisa observen l'autobús turístic que torna a la carretera principal, l'autobús es desvia de sobte per perdre un vagó funerari conduït per Satanàs i passa per un penya-segat, matant a tots a bord. L'Alvin envolta la Lisa als seus braços. La Lisa i Satanàs somriuen l'un a l'altre, sabent que han tornat a reclamar les seves ànimes.

## Repartiment
- Erika Blanc - Lisa Müller
- Jean Servais - Baró von Rhoneberg
- Daniel Emilfork - Satanàs
- Lucien Raimbourg - Mason
- Jacques Monseau - Pare Alvin Sorel (com Jacques Monseu)
- Colette Emmanuelle - Nancy
- Ivana Novak - Corinne
- Shirley Corrigan - Regine
- Frédérique Hender - infermera
- Lorenzo Terzon -Howard
- Christian Maillet - Ducha
- Maurice De Groote -Hans (com Maurice Degroot)

## Estrena
La Plus Longue Nuit du diable es va estrenar a les sales de Bèlgica el 14 de novembre de 1971. Als Estats Units, la pel·lícula va ser adquirida per Hemisphere Pictures, que la va estrenar regionalment l'octubre de 1972, amb projeccions d'autocinema a San Francisco i Ogden (Utah). A Anglaterra, la pel·lícula es va estrenar el 27 de desembre de 1972.
La pel·lícula es va estrenar de nou als Estats Units el 1974, projectant-se com a part d'un triple llarg a Los Angeles amb Pànic al bosc (1971) i Il plenilunio delle vergini (1973).

## Recepció crítica
L'autor Howard Hughes la va descriure com un gòtic modern aparentment econòmic però "eficaç". D'altra banda, Allmovie va escriure que la pel·lícula "està impregnada d'una atmosfera fantasmagòrica" però "té poc més a oferir."
Linda Gross de Los Angeles Times va assenyalar que "la súcuba està ben interpretada per la bella Erika Blanc, que s'assembla molt a Raquel Welch", i va afegir que el maquillatge de la pel·lícula és "excepcional".

## Mitjans domèstics
Image Entertainment va estrenar la versió en anglès sota el títol The Devil's Nightmare en DVD el 1998 sota les seves sèries "Redemption". Mondo Macabro va editar un Blu-ray de la pel·lícula el 2019 amb una nova restauració 2K.